# لیکوود، شهرستان دادج، ایلینوی
لیکوود (به انگلیسی: Lakewood) یک منطقهٔ مسکونی در ایالات متحده آمریکا است که در شهرستان دوپیج، ایلینوی واقع شده‌است. لیکوود ۲۳۸٫۹۷ متر بالاتر از سطح دریا واقع شده‌است.